# Epiphragma (Epiphragma) terraereginae
Epiphragma (Epiphragma) terraereginae is een tweevleugelige uit de familie steltmuggen (Limoniidae). De soort komt voor in het Australaziatisch gebied.